# Comac ARJ21
ACAC ARJ21 Advanced Regional Jet é um jato bimotor regional chinês, fabricado pela ACAC. Também é conhecido localmente como Xiangfeng, que significa "Pioneira".

## Versões
- ARJ21-700 - 70 a 95 passageiros.
- ARJ21-900 - 95 a 105 passageiros.
- ARJ21F - Cargueiro.
- ARJ21P2F - Cargueiro projetado para carga útil máxima de 10.150kg e é compatível com contêineres de carga PMC, PAG e AKE.[1]
- ARJ21B - Jato executivo.